# Мізантроп (фільм)
«Мізантроп» (англ. To Catch a Killer, дослівно «Спіймати вбивцю») — американський трилер 2023 року, знятий режисером Даміаном Сіфроном за сценарієм, написаним спільно з Джонатаном Вейкгемом.

## Синопсис
Увага у фільмі буде зосереджена на талановитій, але проблемній поліціянтці (Шейлін Вудлі), яку ФБР завербувало для розшуку серійного вбивці.

## У ролях
| Актор             | Роль                    |
| ----------------- | ----------------------- |
| Шейлін Вудлі      | Елеонора                |
| Бен Мендельсон    | Джеффрі Ламмарк         |
| Джован Адепо      | Макензі                 |
| Ральф Айнесон     | Дін Поссі               |
| Майл Крам         | Гевін                   |
| Марк Камачо       | Карл Джексон            |
| Шон Такер         | Коулман, офіцер поліції |
| Дарсі Лорі        | Рамсі Ленґ              |
| Марк Дей          | Тітч                    |
| Артур Голден      | кримінальний експерт    |
| Марк Ентоні Крупа | Дмитро Бовров           |

## Виробництво
У травні 2019 року Шейлін Вудлі приєдналася до акторського складу фільму режисера Даміан Шифрон, сценарій до якого він написав разом з Джонатаном Вейкгемом. Вудлі також буде продюсером фільму. У жовтні 2019 року було оголошено, що Марк Стронг веде переговори про приєднання до акторського складу фільму. У грудні 2020 року до акторського складу фільму приєднався Бен Мендельсон. У січні 2021 року Джован Адепо приєднався до акторського складу фільму. Ральф Айнесон доповнив акторський склад в березні 2021 року.
Фільмування стрічки розпочалось у січні 2021 року в Монреалі, Канада, і завершилось 10 березня 2021 року.